# Farbturm

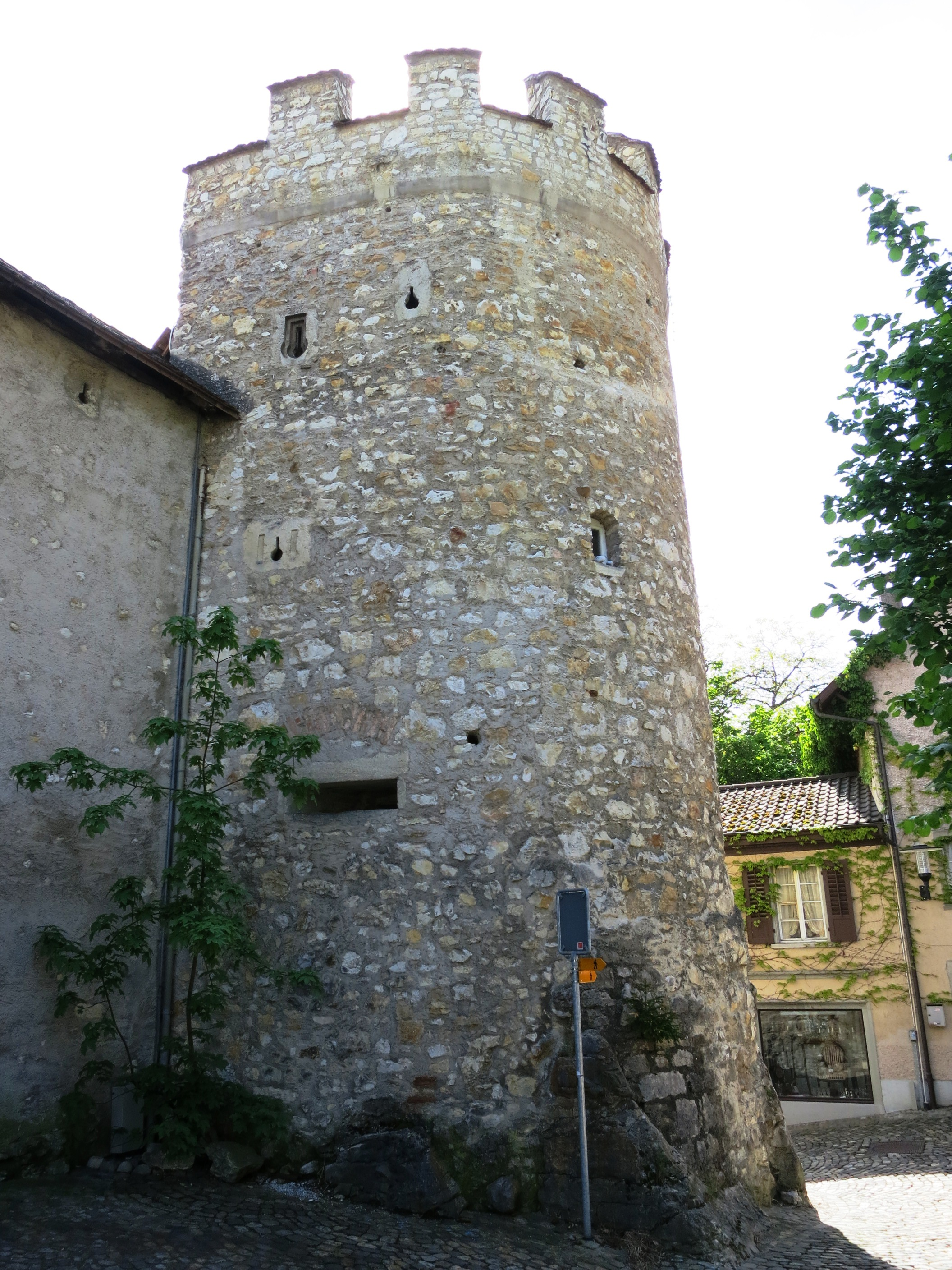
Der Farbturm in Brugg

Der Farbturm ist ein Eckturm in Brugg im Kanton Aargau. Er wurde 1522/25 gebaut.

## Beschreibung
Der Farbturm ist ein dreiviertelrunder Eckturm von 1522/25. Mit kleinen, unregelmässig verteilten Scharten war der Turm zur Verteidigung der Stadtmauer ausgelegt. Der Wehrgang über dem Kaffgesims war ursprünglich mit Zinnen bekrönt. Der Turm ist gegen die Innenseite nicht geschlossen und in die alte Ringmauer der Stadt eingelassen.